# Certhionyx
Certhionyx es un género de aves paseriformes perteneciente a la familia de los Meliphagidae, que contiene únicamente la especie: 
- Certhionyx variegatus (Lesson, 1830) - mielero pío.

En el pasado, el género también incluía a las especies actualmente denominadas Sugomel nigrum y Cissomela pectoralis.